# Der Schuß von der Kanzel
Der Schuß von der Kanzel ist eine humoristische Novelle von Conrad Ferdinand Meyer (1825–1898), die vom Werk Gottfried Kellers beeinflusst ist und zwischen Mai und August 1877 entstand. Sie wurde erstmals im Zürcher Taschenbuch auf das Jahr 1878 veröffentlicht.

## Personen
- General Rudolf Wertmüller
- Wilpert Wertmüller, Pfarrer von Mythikon, dessen Vetter
- Rahel Wertmüller, Tochter des Pfarrers
- Pfannenstiel, Kandidat der Theologie
- Rosenstock, Pfarrer von Uetikon
- Hassan, Leibmohr des Generals
- Krachhalder, Kirchenältester von Mythikon

## Gliederung
Die Novelle ist in 11 Kapitel gegliedert und hat ihren Höhepunkt im 9. Kapitel («Schuss»).

## Inhaltsangabe
Pfannenstiel, Kandidat der Theologie, ist ein schwacher und naiver Mensch. Er fühlt sich der «Welt des Zwanges und der Maske» nicht gewachsen. Deshalb glaubt er auch, auf seine Liebe zu Rahel, der Tochter des Pfarrers von Mythikon, wegen des zu großen Standesunterschieds verzichten zu müssen.
Er sucht General Wertmüller auf, einen Vetter des Pfarrers, um eine Stelle als Militärkaplan in dessen venezianischer Kompanie von ihm zu erbitten. Der General lehnt diese Bitte ab, da er Pfannenstiel als zu schwach ansieht. Im weiteren Verlauf des Gesprächs erfährt der General, dass Pfannenstiel seine Großcousine Rahel liebt. Der General, der in Mythikon aufgrund der Tatsache, dass er ungläubig ist und ausländische Sklaven anstellt, nur mit Unbehagen aufgenommen worden ist, heckt einen Plan aus, um die beiden Liebenden zu vereinen. Zudem ist es ein langersehnter Wunsch des Generals, sich auf Kosten der Kirche lustig zu machen.
Als Pfannenstiel im Hause des Generals am nächsten Morgen aufwacht, ist dieser bereits, mit zwei gleichartigen Waffen versehen, in die Kirche seines Vetters gegangen. Dort schenkt er seinem Vetter eine der beiden Pistolen. Diese hat allerdings einen sehr schwergängigen Abzug. Der Vetter nimmt dankend an, doch in einem günstigen Augenblick, kurz vor Beginn der Predigt, vertauscht der General die schwergängige Waffe gegen die zweite, die mit einem leichteren Abzug versehen ist. Der Pfarrer steckt sich die Pistole unter seinen Talar und beginnt die Predigt. Bei der letzten Strophe des Lieblingsliedes der Mythikoner («Lobet Gott mit großem Schalle!»), als der General seinen Plan schon gescheitert sieht, zieht der Pfarrer die Waffe und gibt aus Versehen einen Schuss ab.
Der General besänftigt die aufgebrachte Mythikoner Gemeinde, indem er sie in sein Testament aufnimmt. Dem Mythikoner Pfarrer vererbt er ein Schloss, wo er leben und sich um die Jagd kümmern kann. Der Pfarrer muss aber sein Amt niederlegen und den beiden Liebenden seinen Segen geben. Die Gemeinde Mythikon erhält das begehrte Land unter der Bedingung, niemandem die Geschichte vom Schuss von der Kanzel zu erzählen. Der General stirbt während des Feldzuges an einer mysteriösen Krankheit.

## Hintergrund
Die Novelle geht zurück auf eine Anekdote um den Ziegelhäuser Pfarrer Christoph Schmezer (1800–1882), der in der Heidelberger Gesellschaft Der Engere verkehrte und engen Kontakt mit dem Dichter Josef Victor von Scheffel und weiteren Heidelberger Geistesgrößen pflegte. Schmezer hatte anlässlich einer geselligen Zusammenkunft eine Spielzeugpistole für seinen Sohn erworben und war nach durchzechter Nacht und wenig Schlaf von Heidelberg zur Predigt nach Ziegelhausen zurückgekehrt, wo sich bei einer betreffenden Bibelstelle dann ein Schuss aus der Spielzeugpistole löste. Die Anekdote um den als «flottesten Pfarrherr des Jahrhunderts» bekannten Schmezer wurde von Joseph Viktor Widmann, der von 1862 bis 1864 in Heidelberg studierte und mit Gottfried Keller befreundet war, überliefert. Entweder von diesem oder von Meyers Verwandten Meyer-Ott in Zürich, die ihrerseits mit Scheffel in Kontakt standen, kam die Geschichte zu Conrad Ferdinand Meyer.

## Verfilmung
Unter der Regie von Leopold Lindtberg entstand 1942 eine Filmversion der Novelle mit Adolf Manz in der Hauptrolle.